# Thomas Lundin
Thomas Lundin (født 7. april 1974) er en finsk sanger og tv-vært, bedst kendt i Danmark for sin medvirken i "Før Grand Prix"-programmerne der vises på DR1 i ugerne op til Eurovision Song Contest.